# Transportgeschwader 1
Transportgeschwader 1 (dobesedno slovensko: Transportni polk 1; kratica TG 1) je bil transportni letalski polk (Geschwader) v sestavi nemške Luftwaffe med drugo svetovno vojno.

## Organizacija
- štab
- I. skupina
- II. skupina
- III. skupina
- IV. skupina

## Vodstvo polka
Poveljniki polka (Geschwaderkommodore)
- Polkovnik Adolf Jäckel: maj 1943
- Polkovnik Josef Kögl: avgust 1944